# The Joy of Sex
The Joy of Sex (en català L'Alegria del Sexe) és un manual sobre sexualitat il·lustrat publicat el 1972 per l'autor britànic Alex Comfort. Una edició actualitzada es va publicar el setembre de 2008.

## Visió general
The Joy of Sex va passar onze setmanes al capdavant de la llista de més venuts del New York Times i més de 70 setmanes entre els cinc primers (1972-1974).
La intenció original era utilitzar el mateix enfocament que els llibres de cuina com The Joy of Cooking, per tant, els títols de les seccions inclouen "entrants" i "plats principals". El llibre inclou pràctiques sexuals com el sexe oral i diverses posicions sexuals, a més d'aproximar pràctiques "més llunyanes" com el bondage sexual i l'intercanvi de parelles a la visió del públic en general.
La versió original es va il·lustrar amb il·lustracions encarregades especialment de Chris Foss (dibuixos en blanc i negre) i Charles Raymond (pintures en color) barrejades amb eròtica clàssica índia i japonesa per emfatitzar els precedents històrics de la il·lustració eròtica, per preocupació de possibles vestits d'obscenitat. Els dos artistes van basar el seu treball en fotografies fetes per Chris Foss, de Charles Raymond i la seva dona. Les il·lustracions s'han tornat una mica antiquades, principalment a causa dels canvis en els pentinats. Tant les il·lustracions com el text són excitants i il·lustratius, en contrast amb l'estil insuls i clínic dels llibres anteriors sobre sexe. Les edicions més recents inclouen obres d'art noves i un text afegit que posa èmfasi en el sexe segur.
The Joy of Sex no va abordar el sexe homosexual, l'esclavitud ni altres activitats BDSM més enllà d'un nivell de definició, tot i que sí que va tenir un paper en la revolució sexual. 
Les versions més noves van revertir les posicions que abans donaven suport sobre temes com l'intercanvi de parelles, a causa dels amplis canvis textuals fets en el moment àlgid del pànic de la sida dels anys vuitanta. 

### Llibre de butxaca
També es va publicar una versió de llibre de butxaca titulada The Joy of Sex, the Pocket Edition. El llibre va guanyar el Premi Bookseller/Diagram al títol més estrany de l'any el 1997.

## Pel·lícula
El 1984 es va estrenar el film Joy of Sex basat en aquest llibre, dirigit per Martha Coolidge i escrit per Kathleen Rowell i JJ Salter. 

## Videojoc
El 1993, es va publicar una adaptació del llibre per al videojoc per al CD-i de Philips. És un (possiblement el primer) dels només 27 videojocs que han rebut la qualificació Només per a adults de l'⁣ESRB a causa del seu fort contingut sexual.

## Disponibilitat a les biblioteques públiques
Hi ha hagut controvèrsia sobre The Joy of Sex als Estats Units. Els grups religiosos han lluitat per mantenir-lo fora de les biblioteques públiques. El març de 2008, la junta de la biblioteca pública de Nampa, Idaho, es va pronunciar a favor d'eliminar The Joy of Sex i The Joy of Gay Sex de les prestatgeries de les biblioteques, fent-les només disponibles a petició a l'oficina del director de la biblioteca. Els llibres es van recolocar a les prestatgeries el setembre de 2008 en resposta a les amenaces de litigi de la Unió Americana per les Llibertats Civils (ACLU).

## Edició actualitzada de 2008
L'editor Mitchell Beazley va publicar una edició actualitzada del llibre el setembre de 2008. La nova edició va ser reescrita i reinventada per la psicòloga de relacions Susan Quilliam i aprovada per Nicholas Comfort, fill de l'autor original.
S'ha afegit més material al llibre i el text restant s'ha reescrit tant des d'un punt de vista factual com psicològic per tenir en compte els canvis socials des de 1972. La nova edició presenta una perspectiva femenina/masculina més equilibrada i també conté 120 fotografies completament redissenyades i il·lustracions redibuixades.
L'estil peculiar i el missatge del llibre, que el sexe és divertit, segueixen sent els mateixos. Mitchell Beazley ha comercialitzat el New Joy amb el subtítol "una guia de sexe per a una persona pensant".

## Història de la publicació
- The Joy of Sex: A Gourmet Guide to Lovemaking, 1972
- More Joy of Sex: A Lovemaking Companion to The Joy of Sex, 1973 (seqüela)
- The Joy of Sex: A Gourmet Guide to Lovemaking, edició revisada i actualitzada, 1986 (revisada per incloure la SIDA)
- More Joy of Sex: A Lovemaking Companion to The Joy of Sex, edició revisada i actualitzada, 1987 (seqüela; revisada per incloure la SIDA)
- The New Joy of Sex: A Gourmet Guide to Lovemaking for the Nineties, 1992 (revisat per actualitzar la ciència, especialment la sociologia)
- The Joy of Sex, 2003 (recent il·lustrat)
- The New Joy of Sex, d'Alex Comfort i Susan Quilliam, 2008 (ISBN 1845334299 ,ISBN 9781845334291)